# 科利巴賓齊
49°33′24″N 28°12′20″E / 49.55667°N 28.20556°E
科利巴賓齊（烏克蘭語：Колибабинці），是烏克蘭的村落，位於該國西南部文尼察州，由赫梅利尼克區負責管轄，始建於1680年，面積2.9平方公里，海拔高度262米，2001年人口649。